# Fiat Steyr 500

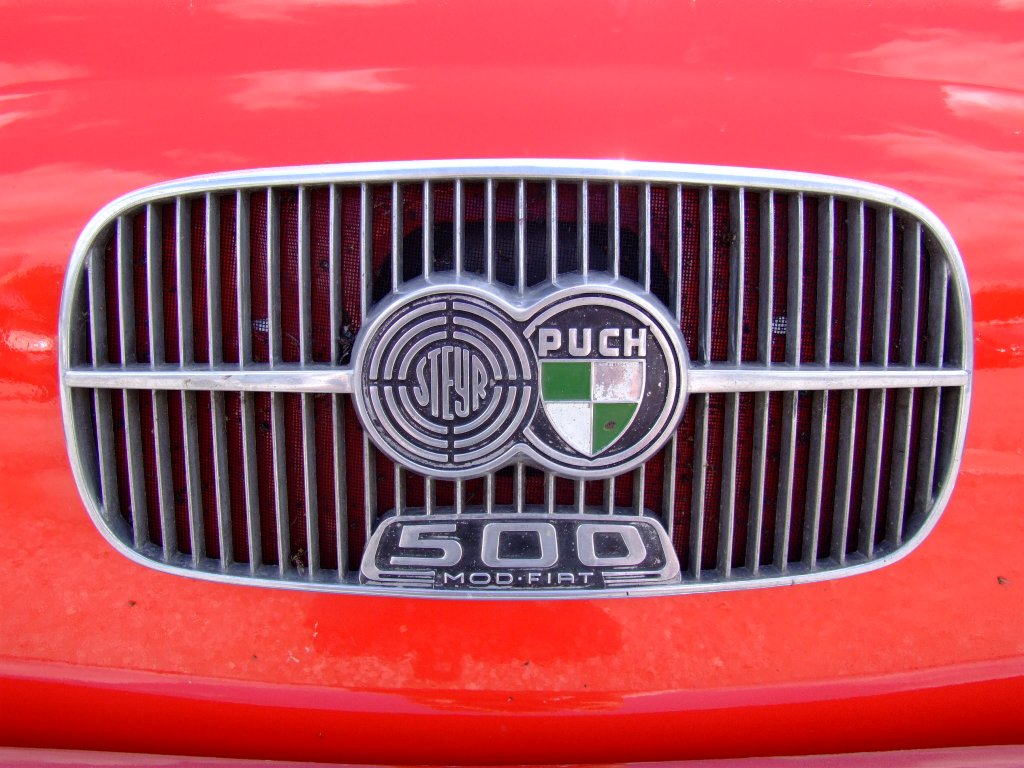
Détail calandre Steyr 500

La Fiat Steyr-Puch 500/600 était une version de la légendaire Fiat 500 italienne fabriquée en Autriche par le constructeur Steyr-Puch, qui disposait d'un accord de coopération avec une licence Fiat Auto. Steyr achetait les caisses de Fiat 500 italiennes nues et y montait un moteur spécifique, toujours bi-cylindre, mais a plat.

## Le contexte
Au début des années cinquante, tous les constructeurs de motocycles connaissent une période difficile à cause de la part prépondérante que s'octroie l'automobile dans le secteur des transports. Certains essayent de faire le saut dans le monde automobile, comme le constructeur autrichien Steyr-Puch. Erich Ledwinka, chef des études chez Steyr, conçoit une petite voiture deux places nommée U1, avec une capote rabattable équipée d'un moteur de moto deux temps, placé à l'arrière. En 1956, le 3e prototype (U3) est presque abouti mais il s'avère que le marché potentiel autrichien ne permettra pas d'amortir les couts de fabrication de la caisse. 
Dans le même temps, Fiat, en Italie, travaille à une voiture plus petite que la Fiat 600. Comme Fiat et Steyr se connaissent de longue date, Steyr ayant construit plusieurs modèles Fiat sous licence entre les deux guerres, et que les deux véhicules sont assez similaires dans le concept, Steyr négocie avec Fiat l'utilisation de la structure de la Fiat 500 avec sa propre motorisation spécialement développée pour l'U3. Il s'agit d'un bicylindre quatre temps à plat de type boxer à refroidissement par air, plus élaboré et plus puissant que le moteur Fiat. Ce moteur plus compact permet de reculer le siège arrière et d'obtenir une homologation quatre places. D'autres éléments mécaniques en provenance du prototype U3 sont adaptés, comme la boite de vitesses synchronisée, les freins plus puissants, de meilleurs suspensions et les roues plus larges, afin de satisfaire la clientèle  autrichienne.     
Le 30 septembre 1957, la Fiat Steyr-Puch 500 est lancée sur le marché autrichien et c'est, à ce jour, une pièce de collection qui n'a pas perdu de sa sympathie.

## L'histoire de la Fiat Steyr-Puch 500/600
- 1952 - Début des études chez Steyr sur une petite voiture avec un moteur deux temps,
- 1955 - Le projet passe au centre d'études de Graz,
- 1956 - Le premier prototype est prêt,
- 1957 - Décision de recourir à la plateforme de la Fiat 500 avec une mécanique Puch (moteur et transmission). Lancement de la Fiat Steyr-Puch 500 le 30 septembre 1957.
- 1959 - La Fiat Steyr-Puch 500 D coûte 24 200 schillings avec hardtop et la 500 DL 25 000 avec plus de puissance (19,8 ch) et des finitions améliorées,
- 1960 - Lancement de la version 700 C/700 E, équivalent de la Fiat 500 Giardiniera, équipée d'un moteur de 643 cm3 et d'une transmission entièrement synchronisée. La 500 bénéficie d'un chauffage renforcé grâce à une deuxième radiateur. Autre modification : l'embrayage automatique Saxomat.
- 1962 - Lancement du modèle 650 T avec 19,8 ch remplace la 500 DL. Tous les modèles ont un cendrier.
- 1963 - La version de rallye 650 TR est désormais officiellement commercialisée dans la gamme.
- 1966 - Une modification importante dans la carrosserie, comme sur l'original italien, les portes sont désormais ouvrantes contre le vent, et il existe une version toit rigide au lieu de la traditionnelle capote de toile. Le grand pare-brise offre une meilleure visibilité. La mention « Europa » est ajoutée au nom TR. L'exportation vers certains pays d'Europe est désormais autorisée par Fiat - une version conduite à droite est même développée.
- 1968 - Fin de l'assemblage classique à Graz. Fiat livre désormais des Fiat 500 équipées d'un moteur Puch. Deux modèles sont disponibles : la 500 avec un moteur de 16 ch et la 500 S avec 19,8 ch.
- 1973 - Fin de la production de la Fiat Steyr-Puch 500 après 57 834 exemplaires fabriqués.
- 1973 à 1975 : Fabrication sous licence de la Fiat Steyr 126 avec un moteur Steyr-Puch.